# Vredesverdrag
Een vredesverdrag is een overeenkomst tussen twee of meer vijandige partijen (meestal overheden of landen), waarmee een oorlog of ander gewapend conflict tussen deze partijen officieel wordt beëindigd. Anders dan bij een wapenstilstand, waarbij de betreffende oorlog enkel voor (on)bepaalde tijd wordt onderbroken, is de bedoeling van een vredesverdrag dat de oorlog definitief wordt stopgezet.
Een van de oudste vredesverdragen is dat tussen de Hettieten en het Oude Egypte, dat werd gesloten na  de Slag bij Kadesh, in 1274 v.Chr.  Een van de eerste moderne vredesverdragen was het Verdrag van Parijs uit 1815. Sinds de oprichting van de Verenigde Naties speelt deze organisatie vaak een grote rol in onderhandelingen omtrent vredesverdragen.